# Snedtyg
Snedtyg är ett snickeriverktyg som används för tillverkningen av utvändiga gängor i trä. Snedtyg förekommer ofta tillsammans med en matchande gängtapp för tillverkningen av de invändiga gängorna.
Snedtyg används ofta för att tillverka skruven till fästanordningen på en hyvelbänk.